# Toscana-Terra di Ciclismo
De Toscana-Terra di Ciclismo is een meerdaagse wielerwedstrijd die jaarlijks wordt verreden in de Italiaanse regio Toscane. De wedstrijd maakte onderdeel uit van de UCI Europe Tour in 2011 en 2012 maar werd daarna gedurende 4 jaar niet verreden. In 2017 werd de wedstrijd weer verreden als U23-wedstrijd.

## Lijst van winnaars

### Overwinningen per land
| Overwinningen | Land                  |
| ------------- | --------------------- |
| 2             | Italië                |
| 1             | Australië, Oostenrijk |